# Нова партия
Новата или модернистичната партия (на гръцки: Νεωτεριστικόν Κόμμα) е реформистка гръцката политическа партия в периода от българската схизма до преврата в Гуди.
Тя, въпреки прокламираното, е лидерска и начело и са двама изявени водачи – Харилаос Трикупис и Георгиос Теотокис. Възниква на основата на предходната английска партия (Александро Маврокордато е вуйчо на Трикупис) и се влива в либералната партия на Елевтериос Венизелос.
През първите години на властването на крал Георгиос I политическия живот в Гърция не се различава значително от времето на така наричаната баварократия. Новата гръцка конституция от 1864 г. прави заявка към модернизация на политическата система.
До 1870 г., т.е. до учредяването на българска екзархия, старите партии от времето на баварократията продължават доминацията си в обществено-политически живот на страната без принципи или политическа програма, а организирани малко или повече около личността на харизматичен политически лидер. В тази ситуация Харилаос Трикупис, в отговор на инициативата по създаването на новата националистическа партия през 1870 г. /на основата на старата руска партия/ сформира новата партия, която идеологически базира на британската двупартийна парламентарна система.
Новата партия е организиран около принципите на модернизация (определена като подражание на т.нар. западна култура) на политическия, социалния и икономическия живот на страната. По-конкретно, приоритет на новата партия е развитието на икономиката на основата на частната инициатива с последващо ограничаване на държавната намеса в икономиката.
Тази политическа програма е подкрепена от корпулентния английски и френски финансов капитал. Партийната програма обаче не е достатъчно адекватна спрямо изостаналостта на страната, липсата на планировка с компетентни управленски кадри и решения. Всички тези фактори превръщат „лидерската“ либерална трикупистка партия в преходно явление в политическия живот на страната.
Националистическата партия е на власт по време на присъединяването на Тесалия и Арта към гръцката държава, обаче не успява да прокара дългожадуваната от селяните аграрна реформа. Трикупис, който силно разчита за привличането на чуждестранни инвестиции спира планираната програма за аграрни реформи и залага на развитието на пътното и железопътното строителство, прокопаването на коринтския канал, вкл. и на заварената комасация в плодородната тесалийска равнина.
Управлението на модернистичната партия води до първия в историята на Гърция дефолт, благодарение на който публчните финанси страната са поставени под международен надзор непосредствено след смъртта на Трикупис и края на първата гръцко-турска война. За това трайно положение на гръцките финанси допринасят и непосилните разходи за провеждането на първата съвременна олимпиада в Атина.
В годината на формалното разпускане на новата партия избухват селски бунтове в Тесалия, които предвещават нейната политическа смърт.
|  | Тази страница частично или изцяло представлява превод на страницата New Party (Greece) в Уикипедия на английски. Оригиналният текст, както и този превод, са защитени от Лиценза „Криейтив Комънс – Признание – Споделяне на споделеното“, а за съдържание, създадено преди юни 2009 година – от Лиценза за свободна документация на ГНУ. Прегледайте историята на редакциите на оригиналната страница, както и на преводната страница, за да видите списъка на съавторите. ВАЖНО: Този шаблон се отнася единствено до авторските права върху съдържанието на статията. Добавянето му не отменя изискването да се посочват конкретни източници на твърденията, които да бъдат благонадеждни. |